# ジェイムズ・ヘンダーソン・ダグラス
ジェイムズ・ヘンダーソン・ダグラス（英語：James Henderson Douglas、1899年3月11日 - 1988年12月24日）は、アメリカ合衆国の政治家、官僚。財務次官補、空軍長官、国防副長官を歴任した。

## 生涯
1899年3月11日にアイオワ州シーダーラピッズで誕生し、イリノイ州レイクフォレストで成長した。家庭は非常に裕福であり、父親はクエーカーオーツカンパニーの共同創設者であった.。
プリンストン大学に入学後、1918年に陸軍で少尉として任命を受けた。ジョージア州のキャンプ・ハンコックに配属の後、第一次世界大戦末までヨーロッパでの活動部隊に参加した。終戦後はプリンストン大学に復帰し、1920年に学士号を取得。続いてケンブリッジ大学のコーパス・クリスティ・カレッジで1年過ごした。その後ハーバード大学で法学を学び、1924年に法学士号を取得した。

## 弁護士業
1925年にイリノイ州の弁護士協会から認可を受けて開業弁護士となり、法律事務所ウィンストン・ストローン・アンド・ショウに加入した。1926年に実業家としての活動機会を求めて弁護士業を辞し、投資銀行フィールド・グロア・アンド・カンパニーに参加した。
フーヴァー政権末期にミルズ財務長官は大統領に対してダグラスを財務次官補に推薦した。ダグラスは1932年2月に財務次官補に就任し、続くルーズベルト政権でも留任した。しかしながら金融政策に関してルーズベルト大統領と不一致を見せ、1933年6月に辞任した。連邦政府を離れた後は金融政策市民委員会を設立してルーズベルト大統領の財政計画に対抗した。
1933年末にイリノイ州へ戻ってシカゴで弁護士業を再開し、法律事務所のガードナー・カートンに参加した。1934年に上級パートナーとなり、組織名をガードナー・カートン・アンド・ダグラスに改称した。後にフィラデルフィアを基盤とする法律事務所ドリンカー・ビドル・アンド・リースと統合した。
第二次世界大戦中は陸軍航空隊に所属した。南アメリカ・アフリカ・ヨーロッパ・アジアの各地で任務に当たり、3年半の活動の中で少佐から大佐まで昇進した。在軍中の大部分を陸軍航空隊の上級職で過ごし、航空輸送軍団副司令官や航空訓練軍団司令官を務めた。第二次世界大戦の功績により殊勲章を受章した。
戦後は再びシカゴのガードナー・カートン・アンド・ダグラスで上級パートナーとして弁護士業を再開。1953年3月にアイゼンハワー政権で空軍次官として指名を受けるまで経営を続けた。

## アイゼンハワー政権
アイゼンハワー政権において主たる軍事顧問の1人であり、1953年から1957年まで空軍次官を務めた後、1957年3月に第5代空軍長官として任命を受けた。ダグラスは空軍士官経験を有した初の長官であった。
空軍長官として空軍士官学校の設立を支援し、陸軍称揚章に代わる空軍称揚賞の表彰授与を承認した。ソビエト連邦による1957年10月のスプートニク1号打ち上げに際しては、その経過とアメリカとしての対応について大統領に助言を提供した。またウィリアム・ミッチェル陸軍准将に対する1925年の軍法会議判決について再確認を実施。ミッチェル准将が公に上長を攻撃した事実は確かに有罪であると述べたが、ミッチェルによる空軍力の重要性についての提唱は秀逸であったとも指摘した。
1959年末まで空軍長官を務め、1960年1月に前任者の急死によって空席のままとなっていた国防副長官のポストにダグラスが就任し、1961年1月のアイゼンハワー政権終了まで国防副長官を務めた。1961年1月18日にアイゼンハワー大統領はダグラスに対して、アメリカへの顕著な功績を讃えて大統領自由勲章を授与した。この表彰に関しては「国家の安全保障に多くの貢献」と言及され、また「自国への健全な判断・賢明な指導及び偉大な献身」「善良な政府の原則のための確固たる不屈の献身」との評価を受けた。

## 晩年
国防省を離れた後は再びシカゴで弁護士業を再開し、アメリカン航空、マーチ・アンド・マクレナン、シカゴ・タイトル・アンド・トラスト、メトロポリタン生命保険の各社で取締役を務め、またシカゴ大学理事を55年間に渡って務めた。ダグラスの法曹界・政界における長い経歴に対して、プリンストン大学・レイクフォレスト大学・グリンネル大学から名誉法学博士号を授与された。1988年2月24日にイリノイ州レイクフォレストにおいて、癌により死去した。89歳であった。